# Sulinka
Sulinka lub Źródło Sulińskie (słow. Sulinsky prameň) – źródło wody mineralnej w miejscowości Sulin na Słowacji. Znajduje się na wysokości 415 m n.p.m., tuż nad Popradem, naprzeciwko Żegiestowa w Górach Lubowelskich, które w polskiej regionalizacji z 2018 r. zaliczane są do Pogórza Popradzkiego. Ujęcie jest tuż przy szosie wiodącej wzdłuż Popradu (po słowackiej stronie). Przy domku zamontowane są krany, z których można bezpłatnie czerpać wodę mineralną o składzie chemicznym podobnym do tej z Żegiestowa. Jest również butelkowana i sprzedawana pod nazwą „Sulinka”.
Przed II wojną światową woda ta była przez firmę „Koruna” eksportowana nawet do Ameryki. Chodzono do źródła również z Polski. Istniał wówczas prom na Popradzie. Promem tym pływano również zwiedzać Zamek Lubowelski. Obecnie do Sulinki można dojść z Żegiestowa mostem, otwartym w 2015 roku.

## Szlaki turystyczne
– czerwony: Lubowla – Zamek Lubowelski – Ośli Wierch – Sliboń – Sulinka – Muszyna. 5:40 h, ↓ 5:50 h
 – niebieski: Sulinka – Mniszek nad Popradem. Trasa wzdłuż Popradu, po słowackiej stronie.